# Ernest Hébrard
Ernest Michel Hébrard (Parigi, 11 settembre 1875 – Parigi, 1933) è stato un archeologo, architetto e urbanista francese, celebre soprattutto per il piano di ricostruzione della città di Salonicco a seguito del Grande Incendio del 1917. Lavorò principalmente in Grecia, Marocco e nell'Indocina francese, dove redasse e organizzò il piano regolatore di Hanoi.

## Biografia
Dopo gli studi alla Scuola delle Belle Arti di Parigi, operò in Italia grazie all'assegnazione del Premio di Roma.
Durante la prima guerra mondiale fu membro della missione francese (Armée française d'Orient) di occupazione macedone nell'ambito dell'Intesa. Nella sua permanenza a Salonicco studiò i lasciti monumentali del periodo romano. Subito dopo il devastante incendio verificatosi il sabato 18 agosto 1917, assunse la direzione del "Comitato internazionale per il nuovo piano di Salonicco" (in greco: Διεθνής Επιτροπή Νέου Σχεδίου Θεσσαλονίκης), su indicazione dell'allora ministro dei trasporti Alexandros Papanastasiou e per decisione del governo Venizelos, che proibì interventi fino a piano approvato. Tra i vari componenti dell'operazione fanno parte gli architetti greci Aristotelis Zachos e Konstantinos Kitsikis, il britannico Thomas Mawsonet, il connazionale Joseph Pleyber e altri. Il progetto completo fu consegnato all'amministrazione generale della Macedonia il 29 giugno 1918. Sulla parte fattiva contribuì alla rimozione delle sue caratteristiche orientali, ponendone sotto tutela l'antico patrimonio classico e medievale. Il piano non fu attuato integralmente a causa di forti pressioni da parte di grandi proprietari terrieri che portarono molti compromessi, ma fu comunque un imponente cambiamento rispetto al precedente stato della città, che ne definì il carattere di moderno centro europeo.
Pochi mesi dopo, nel 1918, fu nominato docente di architettura presso il Politecnico di Atene, e nel 1927 consulente del Ministero della Pubblica Istruzione ellenico.
Venne coinvolto in diversi altri importanti progetti, tra questi la riqualificazione di Casablanca e la ricostruzione del palazzo di Diocleziano a Spalato. Fu messo a capo del Servizio per l'Architettura e la Pianificazione Urbanistica dell'Indocina nel 1923, dove si applicò nell'integrazione di elementi indigeni e imperiali per lo sviluppo di alcune città nella colonia francese, oggi divisa tra Vietnam, Cambogia e Laos.
Tornò nella capitale francese nel 1930 per problemi di salute. Morì tre anni dopo, all'età di 52 anni. 

## Galleria d'immagini

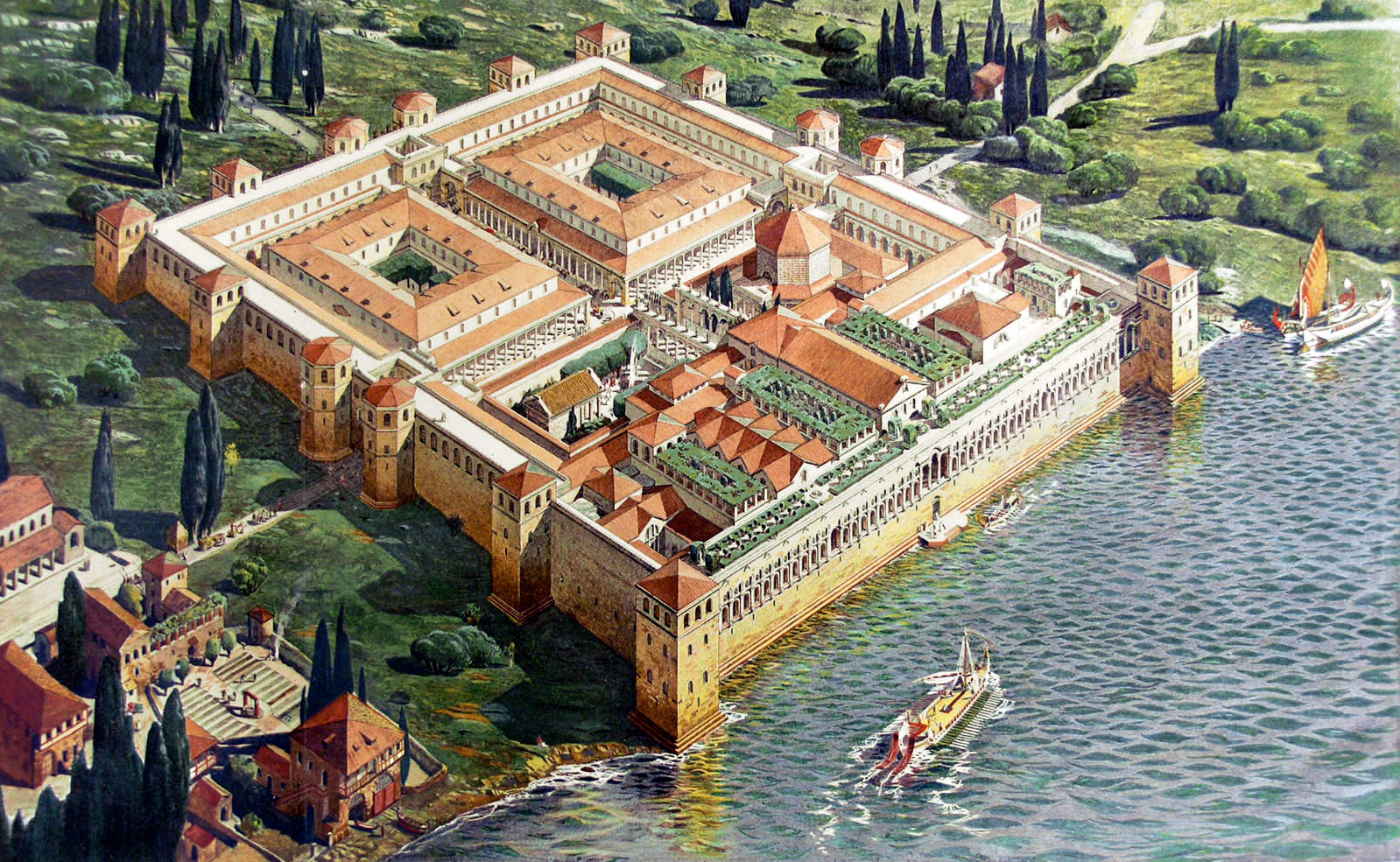
Rappresentazione immaginaria di Hébrard del Palazzo di Diocleziano (1912).
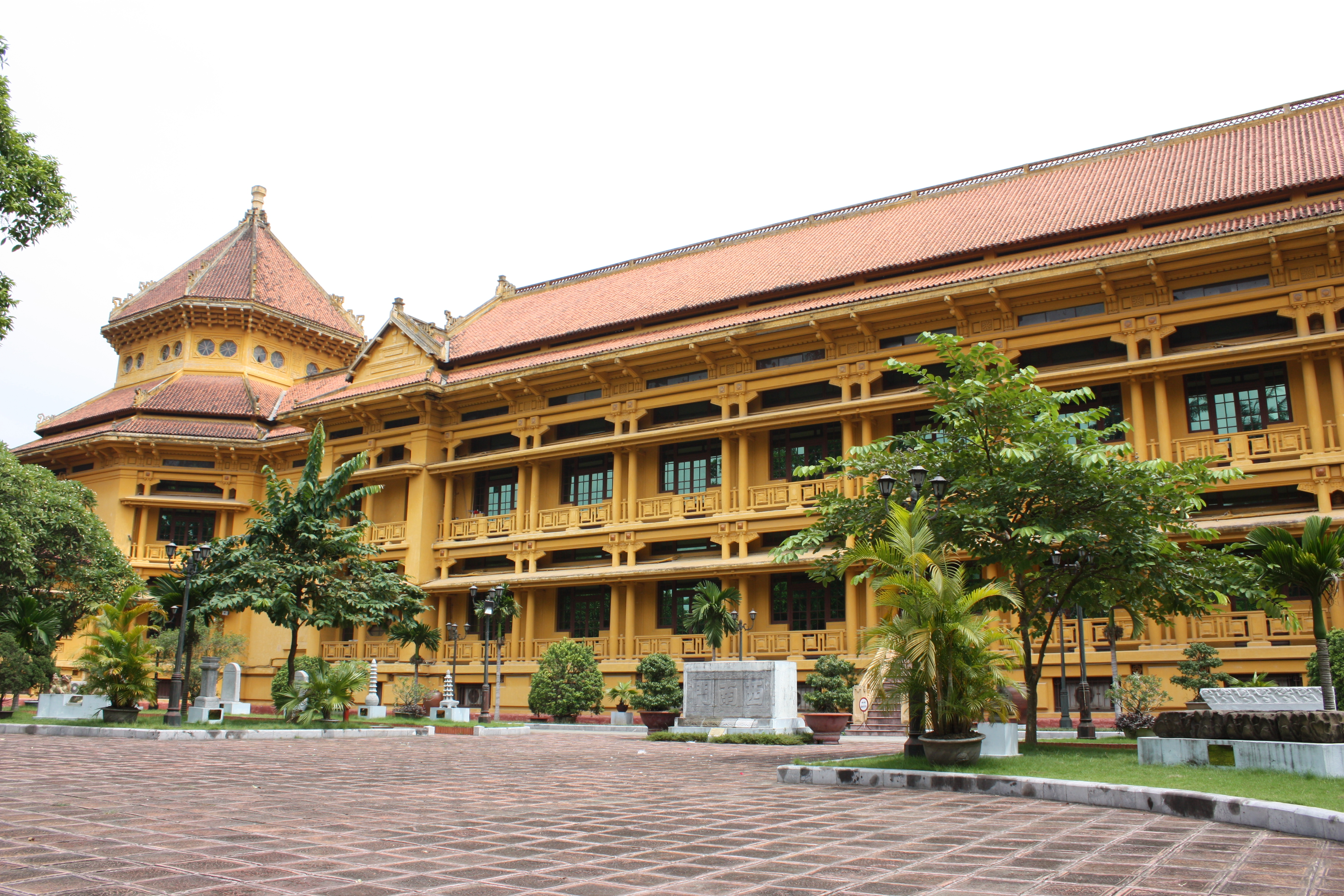
Museo Louis Finot, ad Hanoi, capitale del Vietnam.
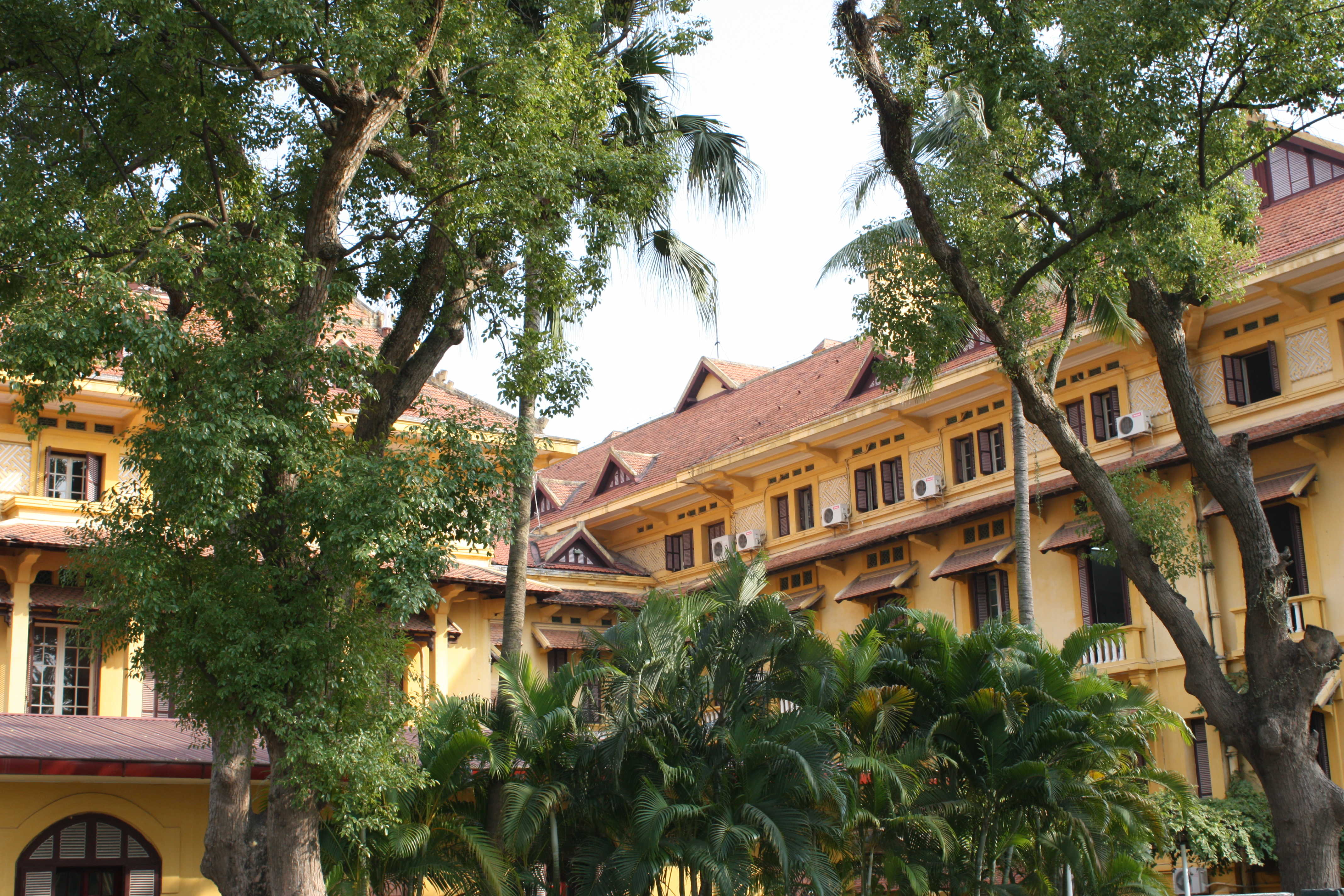
Corte-giardino interna del Museo di Hanoi.